# بیچ‌کرفت کینگ ایر
بیچ‌کرفت کینگ ایر (به انگلیسی: Beechcraft King Air) یک هواگرد دو موتوره توربوپراپ چندمنظوره ساخت شرکت بیچ‌کرفت است. هواگرد بیچ‌کرفت بونانزا نخستین پروازش را در ماه مه ۱۹۶۳ میلادی انجام داد. این هواگرد در سال ۱۹۶۴ میلادی رسماً معرفی گردید و از سال ۱۹۴۷ تاکنون تولید شده‌است. این هواپیما مدل توسعه یافته بیچ‌کرفت کوئین ایر است.